# Kalamář

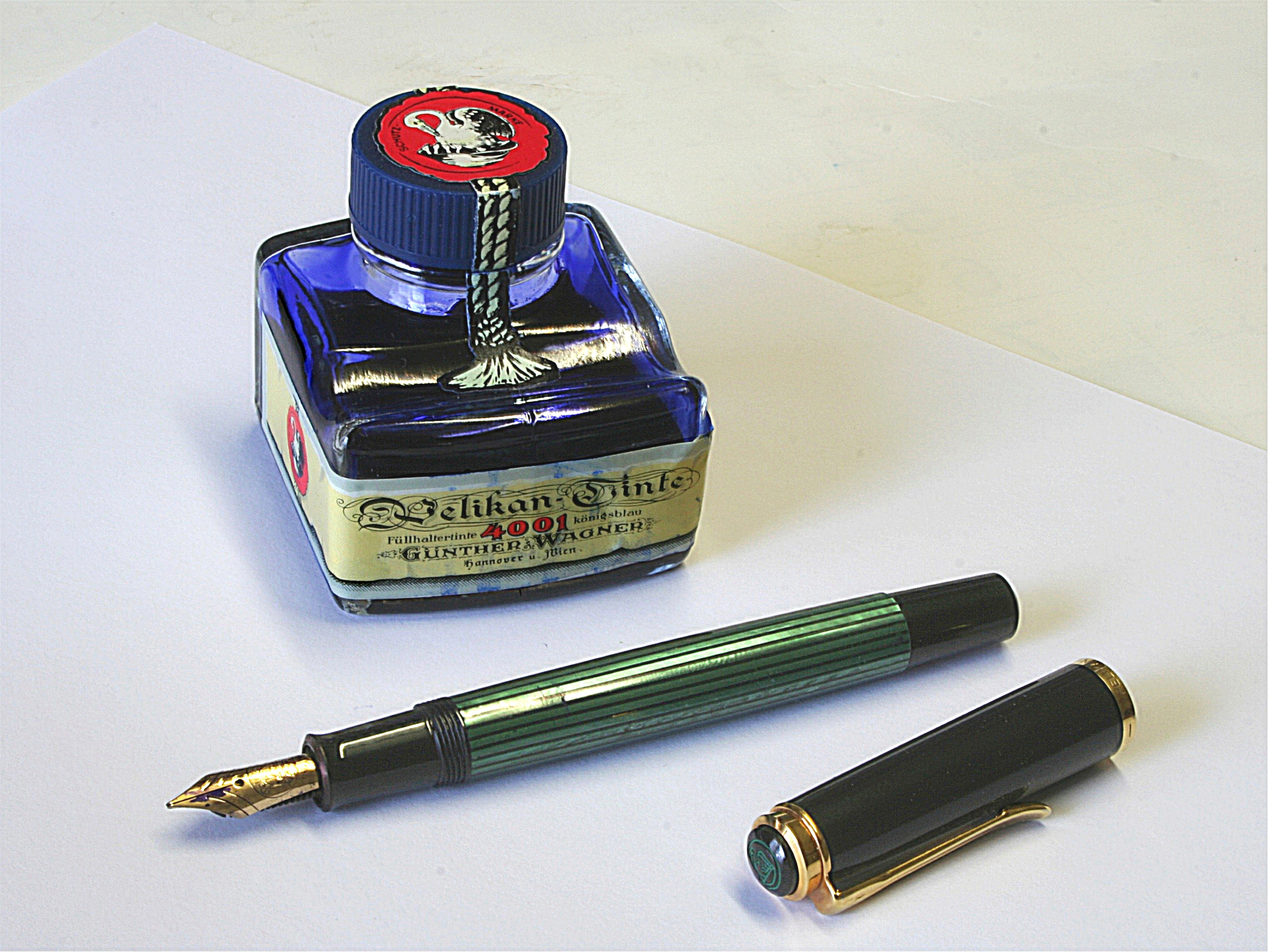
Skleněný kalamář a plnicí pero

Kalamář je nádobka na inkoust. Bývá vyroben ze skla, porcelánu, stříbra, mosazi nebo cínu. Má obvykle otočné nebo šroubovací víčko, aby se zabránilo znečištění, odpařování, náhodnému vylití a nadměrnému vystavení inkoustu vzduchu a jeho následnému vysychání. Součástí některých kalamářů byla i nádobka na písek či jiný sypký materiál, kterým se vysušoval přebytečný inkoust aby se zabránilo vzniku kaněk. Písek se po usušení mohl opět recyklovat.
Osoba užívající pero, štětec nebo brk ho namáčela do kalamáře. Z kalamáře bylo možné naplnit i plnicí pero, které pak nebylo nutné při psaní namáčet.